# Achirus novoae
Achirus novoae är en fiskart som beskrevs av Fernando Cervigón 1982. Achirus novoae ingår i släktet Achirus och familjen Achiridae. Inga underarter finns listade i Catalogue of Life.